# Marçay, Vienne
Marçay är en kommun i departementet Vienne i regionen Nouvelle-Aquitaine i västra Frankrike. Kommunen ligger i kantonen Vivonne som tillhör arrondissementet Poitiers. År 2022 hade Marçay 1 119 invånare.

## Befolkningsutveckling
Antalet invånare i kommunen Marçay
| Referens: INSEE |